# M/T Ilovik
M/T Ilovik je trajekt za lokalne linije, u sastavu flote hrvatskog brodara Jadrolinije. Kapaciteta je 500 osoba i 170 automobila.
Izgrađen je 2006., u grčkom Pireusu, za potrebe grčkog naručitelja. Dok je plovio pod grčkom zastavom, Ilovik je nosio ime Theologos V.
Godine 2008. prodan je Jadroliniji, koja ga je kupila za potrebe poboljšanja relacije Valbiska – Merag, a trenutno plovi na relaciji Valbiska  – Lopar. 

## Vanjske poveznice
|  | Zajednički poslužitelj ima još gradiva o temi M/T Ilovik |